# Jarosław Zdankiewicz
Jarosław Zdankiewicz – współzałożyciel oraz perkusista rockowego zespołu Harlem.
Zadebiutował w olsztyńskich formacjach Goliat, Tensing oraz Medium.
Współpracował z Czerwonym Tulipanem, Czarkiem Makiewiczem i z zespołem Babsztyl. Uczestniczył w nagraniu płyty Krzysztofa Jaworskiego pt. "Mucha".